# Вулкан (фільм, 1997)
«Вулкан» (англ. Volcano) — американський фільм-катастрофа 1997 року режисера Міка Джексона. У фільмі зіграли Томмі Лі Джонс, Енн Гейч, Гебі Гоффманн, Дон Чідл і Кіт Девід. Сценарій написаний Джеромом Армстронгом і Біллі Реєм, і був натхненний виверженням вулкана Парікутін у Мексиці в 1943 році. В центрі сюжету спроба перенаправити шлях небезпечного потоку лави вулицями Лос-Анджелеса після утворення вулкана в Ранчо Ла-Брея.

## Акторський склад
| Актор             | Роль                                                            |
| ----------------- | --------------------------------------------------------------- |
| Томмі Лі Джонс    | Майк Рорк директор Управління з надзвичайних ситуацій           |
| Енн Гейч          | Емі Барнс cейсмолог                                             |
| Гебі Гоффманн     | Келлі Рорк донька Майка                                         |
| Дон Чідл          | Емміт Різ помічник директора Управління з надзвичайних ситуацій |
| Кіт Девід         | Ед Фокс лейтенант поліції                                       |
| Жаклін Кім        | Джей Колдер лікар швидкої допомоги                              |
| Джон Корбетт      | Норман Колдер бізнесмен і чоловік Джей                          |
| Джон Керролл Лінч | Стен Олбер голова транспортної асоціації                        |
| Майкл Рісполі     | Ґейтор Гарріс колега Майка                                      |
| Річард Шифф       | Гокінс                                                          |
| Роберт Віздом     | співробітник Управління з надзвичайних ситуацій                 |

## Сюжет
У центрі Лос-Анджелеса стався землетрус. Майк Рорк, новий директор міського Управління з надзвичайних ситуацій, наполягає на тому, щоб прийти на роботу і допомогти впоратися з кризою, попри те, що він був у відпустці зі своєю донькою Келлі. Його помічник Емміт Різ зазначає, що землетрус не спричинив серйозних руйнувань, але семеро працівників комунальних служб пізніше згорають живцем у зливовій каналізації в парку Макартур. Як запобіжний захід Майк намагається призупинити роботу ліній метро поблизу місця землетрусу. Голова місцевої транспортної асоціації Стен Олбер виступає проти, вважаючи, що загрози поїздам немає. Сейсмолог доктор Емі Барнс вважає, що під мостом може утворитися вулкан через те, що землетрус відкрив тріщину в лінії розлому; однак у неї недостатньо доказів, щоб змусити Майка вжити заходів.
Вранці наступного дня Емі та її помічниця Рейчел вирушають у зливову каналізацію, щоб провести розслідування. Поки вони беруть проби, у місті відбувається інший (більш потужний) землетрус. Рейчел падає в тріщину і гине від потоку гарячих газів. Поїзд метро сходить з рейок через падіння уламків, і в усьому місті відбувається відключення електроенергії. Пізніше в Ранчо Ла-Брея починається виверження вулкана. Поки Майк допомагає пораненим пожежникам вибратися, лава починає стікати вниз по бульвару Вілшир. Лава спалює все на своєму шляху і вбиває двох пожежників у перекинутій пожежній машині. Келлі зазнає поранення від вулканічної бомби, яка обпікає їй ногу, і разом з іншими пацієнтами потрапляє в лікарню «Сідарс-Сінай». Тим часом Стен веде свою команду тунелем до поїзда, що зійшов з рейок, щоб знайти тих, хто вижив. Поки його команда рятує всіх, хто був на борту, Стен рятує машиніста. Стен жертвує своїм життям, стрибаючи в потік лави, щоб кинути машиніста в безпечне місце.
Майк, Емі та лейтенант поліції Лос-Анджелеса Ед Фокс розробляють план використання бетонних бар’єрів для створення блокади, яка має перекрити шлях потоку лави. З гелікоптерів скидають воду, зібрану з океану, щоб приборкати лаву. Однак Емі вважає, що магма все ще тече під землею через метро через велику кількість попелу.
Майк вигадує інший план: знести 22-поверхову будівлю кондомініуму, щоб перекрити шляхи потоку лави до лікарні та решти західної частини Лос-Анджелеса, перенаправляючи її в найближчу зливову каналізацію. Коли лава прибуває, колега Майка, Ґейтор, і офіцер саперного загону поліції Лос-Анджелеса (які опинилися під завалами) жертвують своїми життями, щоб підірвати останній заряд вибухівки. Майк помічає неподалік Келлі, яка намагається знайти маленького хлопчика, за яким вона доглядала, але вони опиняються на прямому шляху будівлі, що руйнується. Майку ледь вдається врятувати їх від загибелі під час обвалу будівлі. Реалізувати план вдається, і лава стікає океан. Коли починається дощ, трійця вибирається з-під уламків і возз'єднується з Емі, після чого вирушає додому.

## Виробництво

### Зйомки
Зйомки проходили переважно в місті Лос-Анджелес. Серед інших місць зйомок — парк Макартура, медичний центр «Сідарс-Сінай» і Ранчо Ла-Брея. Над створенням складних спецефектів, що супроводжують певні аспекти фільму, наприклад, потік лави, працювали десять окремих компаній, зокрема VIFX, Digital Magic Company, Light Matters Inc, Pixel Envy та Anatomorphex. У Торренсі, штат Каліфорнія, була зібрана 80-відстокова повнорозмірна копія бульвару Вілшир, яка стала однією з найбільших декорацій, коли-небудь побудованих у Сполучених Штатах. Комп'ютерну обробку зображень координували і контролювали Дейл Еттема і Мет Бек. Понад 300 спеціалістів були задіяні у створенні спецефектів, включаючи візуальні ефекти, мініатюри та анімацію.

### Музика
Музику до фільму написав Алан Сільвестрі. До музичного оформлення фільму долучилися музиканти Джеймс Ньютон Говард і Діллінджер. Аудіосаундтрек у форматі CD, що містить 8 треків, був офіційно випущений американським лейблом звукозапису Varèse Sarabande 22 квітня 1997 року.

### Випуск
Прем'єра фільму в кінотеатрах відбулася 25 квітня 1997 року. В США фільм демонструвався у 2777 кінотеатрах. У перший вікенд прокату в Канаді та США фільм зібрав $14 581 740. За 7 тижнів прокату у США та Канаді фільм зібрав $49 323 468 від загального продажу квитків, а його міжнародні збори становили $122 800 000.
Після релізу в кінотеатрах, 26 травня 1998 року фільм вийшов на відео у форматі VHS, а 9 березня 1999 року вийшов на DVD. Фільм був випущений на Blu-ray 1 жовтня 2013 року.

## Дивись також
- «Пік Данте» — ще один фільм-катастрофа про виверження вулкана, випущений у 1997 році.